# Ácido araquidónico

Estructura química del ácido araquidónico.

El ácido araquidónico o ácido eicosatetraenoico (IUPAC: Ácido (5Z,8Z,11Z,14Z)-5,8,11,14-Eicosatetraenoico, a menudo abreviado AA) es un ácido graso poliinsaturado de la serie omega-6, formado por una cadena de 20 carbonos con cuatro dobles enlaces cis en las posiciones 5, 8, 11 y 14, por esto es el ácido 20:4(5,8,11,14).
Su fórmula química estructural es:
La presencia de dobles enlaces supone varios sitios potenciales de oxidación enzimática o química que, junto con un posterior reordenamiento, permite la formación de diferentes lípidos con distintas actividades biológicas.
Este ácido araquidónico forma parte de fosfolípidos de las membranas de las células, y es el precursor de la biosíntesis de eicosanoides. 
El ácido araquidónico puede sintetizarse a partir del ácido linoleico, uno de los ácidos grasos esenciales requeridos por la mayoría de los mamíferos. Sin embargo, algunos de estos tienen poca o nula capacidad de convertir el ácido linoleico en araquidónico, por lo que el araquidónico se torna parte esencial de su dieta. Dado que los vegetales contienen muy poco o nada de ácido araquidónico, tales animales son necesariamente depredadores; el gato es un ejemplo característico.

## Rutas oxidativas del ácido araquidónico
Las dos principales rutas oxidativas enzimáticas del araquidónico son:
- Vía de la 5-lipooxigenasa (LOX), cuyos productos principales son leucotrienos, HETE y lipoxinas.
- Vía de la ciclooxigenasa (COX), cuyos productos principales son prostaglandinas, prostaciclinas y tromboxanos.

Estas dos enzimas no actúan sobre los ésteres de araquidónico, por lo que primero debe liberarse el ácido graso libre desde los fosfolípidos de membrana, lo cual tiene lugar gracias a fosfolipasas.